# Dominic Heinzl

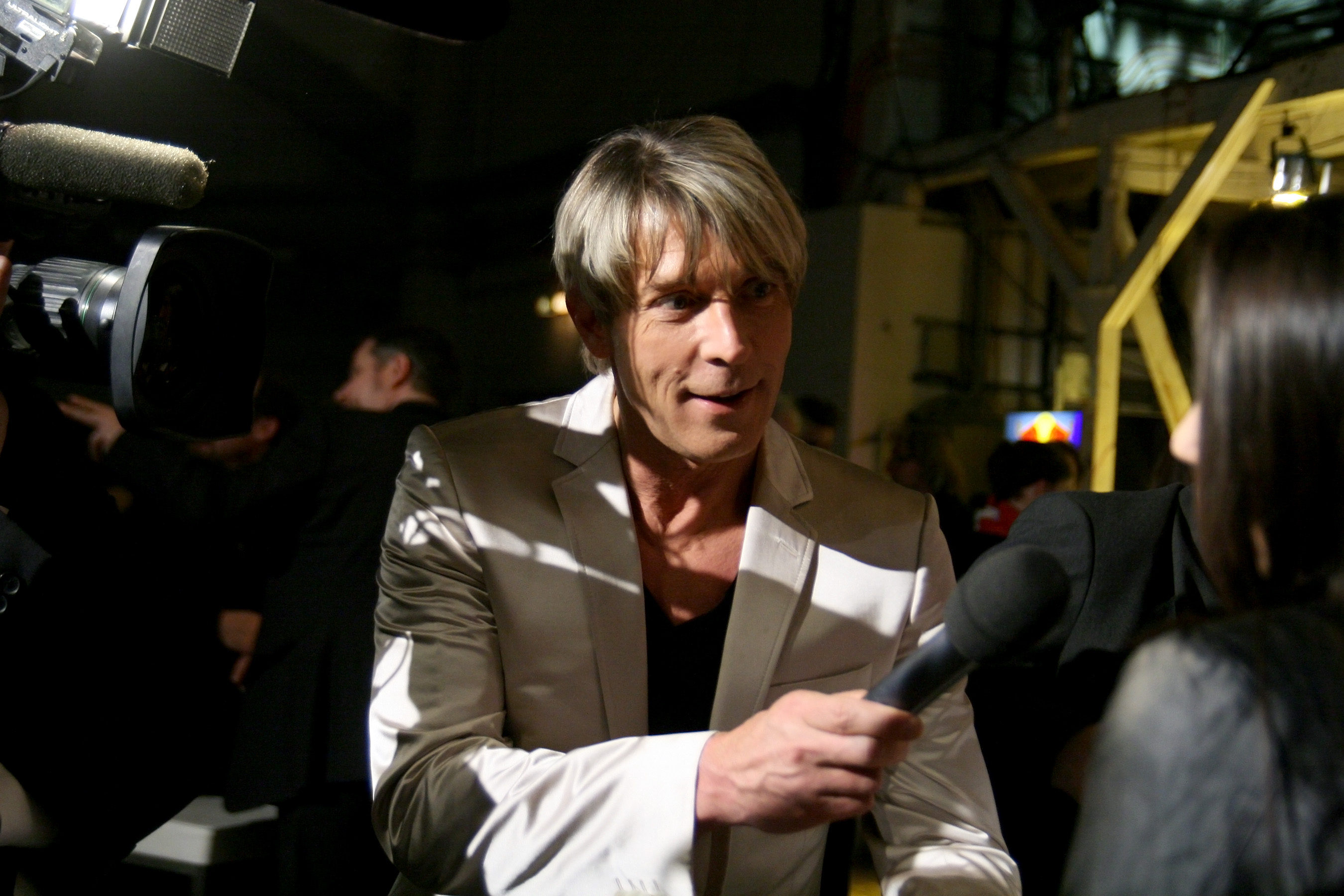
Dominic Heinzl berichtet vom Österreichischen Filmpreis 2012

Dominic Heinzl (* 8. April 1964 in Hollabrunn) ist ein österreichischer Journalist und Moderator.

## Leben
Bereits in der Handelsakademie in Hollabrunn gestaltete er eine boulevardeske Schülerzeitung. Nach der Matura arbeitete Heinzl bis 1996 bei Ö3, wo er Magazine wie Treffpunkt Ö3 und Mitte der 1980er Jahre das Jugendmagazin Kuschelecke moderierte. Bereits in den späten 1980er Jahren war er als Moderator in der ORF-Sendung X-Large zu sehen.

Von 1997 bis Ende 2009 war er bei ATV (ehemals W1) tätig. Dort moderierte er das Magazin Hi Society, das er mit seiner Firma chilli.tv selbst produzierte. Während seiner Zeit bei Ö3 erfand Heinzl auch den Energy-Drink Blaue Sau. Dieser fand im Jahre 1995 den Weg in den Handel und wurde anfangs durch 72 Radiospots der Agentur Dr. Puttner Bates beworben. Neben der Erlebnisgastronomie konnte man das Getränk anfangs in Merkur-, Spar- und Meinl-Filialen erwerben. Am 1. Juli 1998 beantragte die MHD, die Vertriebsgesellschaft des Energy-Drinks, die von Michael Heinzl, dem Bruder Dominic Heinzls, geführt wurde, Konkurs, nachdem einer Aktiva von vier Millionen Schilling eine Passiva von 17 Millionen Schilling gegenübergestanden hatte. Das Getränk verblieb weiterhin im Handel und wechselte nur den Besitzer, ehe es bald darauf gänzlich aus dem Handel verschwand.
In den Jahren 2007, 2008 und 2009 kürte das Magazin Der Österreichische Journalist Dominic Heinzl zum „Journalisten des Jahres“ in der Kategorie Unterhaltung; 2008 erhielt er außerdem eine Goldene Romy in der Kategorie „Spezialpreis der Jury“.
Bei der Romyverleihung 2009 bekam der Society-Experte die Romy in der Kategorie Beliebtester Moderator und setzte sich damit gegen Christoph Feurstein, Tarek Leitner, Rainer Pariasek, Jürgen Peindl und Armin Wolf durch. Auch im Jahr 2010 erhielt er wieder die Romy als Beliebtester Moderator.
Nachdem Heinzls Vertrag mit ATV am 31. Dezember 2009 ausgelaufen war und nicht verlängert worden war, kehrte er per 1. Jänner 2010 zum ORF zurück. Ab 11. Jänner 2010 wurde das von ihm moderierte tägliche Society-Format CHILI – Society mit Dominic Heinzl im Vorabendprogramm von ORF eins ausgestrahlt. Da die Society-Sendungen nie die erwünschten Einschaltquoten erreichten, wurde „Backstage“ mit Ende Juli 2010 eingestellt, und „Chili“ wurde nach einer Sommerpause auf zehn Minuten gekürzt. Ende 2012 wurde auch „Chili“ vom ORF eingestellt.
Für seine kritischen Äußerungen über die Live-Berichterstattung des ORF beim Wiener Opernball 2011 wurde er von einigen ORF-Stiftungsräten kritisiert.
Im Mai 2010 druckte die Tageszeitung Kurier ein Foto, auf dem Heinzl – der eigentlich in einer langjährigen Beziehung mit easy-Bank-Chefin Sonja Sarközi lebt – bei einem Kuss mit der Opernsängerin Victoria Rona zu sehen war. Heinzl war bereit, dazu in der ORF-Sendung Seitenblicke Stellung zu nehmen, wodurch dieses Thema noch größere Publizität erlangte, und kündigte eine Klage gegen den Kurier an.
Im Oktober 2012 kam es nach der ORF-Fernsehsendung „Die große Chance“ zwischen Dominic Heinzl und Rapper Sido zu einer Auseinandersetzung, die – nachdem Heinzl laut eigenen Angaben Sido einen „Deppen“ genannt hatte – in einer Handgreiflichkeit endete. Der ORF entließ daraufhin Sido, machte dies aber einige Tage später wieder rückgängig. Nahezu zeitgleich wurde bekannt, dass Heinzls Vertrag für die Sendung Chili für das Jahr 2013 nicht mehr verlängert wurde; diese Entscheidung solle aber in keinem Zusammenhang mit Heinzls Auseinandersetzung mit Sido stehen. Im August 2014 wurde in einem neu aufgerollten Zivilgerichtsverfahren Heinzl Entschädigung zugesprochen, nachdem die Zeitschrift News ihn als Simulanten dargestellt hatte.
Seit August 2017 ist Dominic Heinzl nach 2009 wieder für den österreichischen Privatsender ATV tätig, und seit September 2018 moderiert er dort „Heinzl und die VIPs“, eine humorvolle Betrachtung des heimischen Event- und Societygeschehens. Im Juli 2025 heiratete er die Bank-Managerin Sonja Sarközi in der Steiermark, die Trauung nahm Dompfarrer Toni Faber vor, musikalisch umrahmt von Missy May.

## Auszeichnungen
- 2007, 2008 und 2009: Österreichischer Journalist des Jahres (Kategorie: Unterhaltung)[16]
- 2008: Goldene Romy (Kategorie: Spezialpreis der Jury)
- 2009 und 2010: Goldene Romy (Kategorie: Beliebtester Moderator)
- 2024: Silbernes Ehrenzeichen für Verdienste um die Republik Österreich[17][18]